# William Batt
William Loren Batt, född 1885, död 1961, var en amerikansk industriman.
Batt var från 1923 chef för Svenska Kullagerfabriken i USA. Under andra världskriget spelade han en framstående roll i ledningen och planeringen av krigsproduktionen, var från 1942 vicepresident i War Produktion Board  och från 1943 ledamot av Anglo-U.S. Combined Produktion and Resources Board. Efter kriget ägnade han sig åt rationaliseringssträvanden inom näringslivet och ingick även i en i detta syfte tillsatt internationell kommitté.